# Социјалистичка држава
Социјалистичка држава (позната и под називом социјалистичка република или радничка држава) је термин који означава републички облик владе темељен на социјалистичком економском систему и једнопартијском политичком систему.. Пошто социјализам заговара интересе радничке класе, према социјалистима, држава која делује у њихову корист може се називати и радничком државом. Остали социјалисти, попут анархо-социјалиста и многих либертерских социјалиста, у називу одбацују појам „држава“, јер верују да држава није потребна за успостављање социјалистичког система и уместо тога говоре о „друштву без државе“ у којој су сви радници и остали грађани способни да самостално делују и одлучују без надзора државе а под окриљем владајуће комунистичке партије.

## Марксистички концепт социјалистичке државе
Према марксистима, социјализам је фаза социјалног и економског развоја који ће једног дана да замени капитализам. Уз то, социјалистичка држава је држава која је укинула капитализам и која напредује према комунизму.
Једна од најутицајнијих модерних визија социјалистичке државе била је базирана је на Париској комуни, у којој су радници и сиротиња преузели контролу над Паризом 1871. године. Карл Маркс описао је Париску комуну као прототип револуционарне владе будућности, државу прикладну за еманципацију пролетаријата.

## Марксистичко-лењинистичке или „комунистичке“ државе
Државе, које су у пракси примениле било који облик марксизма, најчешће марксизма-лењинизма, себе су званично сматрале социјалистичким државама. Совјетски Савез је била прва држава која је себе прогласила социјалистичком и то потврдила Уставом из 1936, а затим и 1977. године. Други такав популаран пример је Народна Република Кина, која се прогласила „социјалистичком државом“ у уставу из 1982. године. На Западу су такве државе буквално називане „комунистичким државама“.

## „Не-комунистичке“ државе
Неке земље у свом званичном називу или уставу користе термин „социјалистичке“, али у пракси не проводе марксизам или неке његове варијације. Евентуално могу да практицирају неке аспекте социјализма.
Неке земље које себе сматрају „социјалистичким“ у немарксистичком смислу укључују Демократску Социјалистичку Републику Шри Ланку и Велику Социјалистичку Народну Либијску Арапску Џамахирију. Земље које у уставу имају неке немарксистичке референце на социјализам су, међу осталима, Индија и Португал.

## Критика термина
Постоје групе социјалиста које се противе термину „социјалистичка држава“, а који обележава систем неких држава у одређеном историјском периоду. Троцкисти све досадашње „социјалистичке државе“ обележавају термином „стаљинистичке државе“. Демократски социјалисти, леви комунисти, анархисти и неки троцкисти сматрају да су тзв. „социјалистичке државе“ заправо биле „земље државног капитализма“ и због тога не могу да се називају „социјалистичкима“.